# Список глав государств в 308 году
Список глав государств в 307 году — 308 год — Список глав государств в 309 году — Список глав государств по годам

## Африка
- Мероитское царство (Куш) — Лахидеамани, царь (306 — 314)

## Азия
- Армения — Тиридат III, царь (287—330)
- Вакатака — Праварасена I, император (270—330)
- Гассаниды — Джабала I ибн аль-Харит I, царь (307—317)
- Гупта — Гхатоткача, махараджа (280—319)
- Дханьявади — Тюрия Рупа, царь[англ.] (298—313)
- Западные Кшатрапы — Рудрасимха II, махакшатрап (304—348)
- Иберия — Мириан III, царь (284—361)
- Китай (Период Шестнадцати варварских государств):
  - Западная Цзинь — Хуай-ди (Сыма Чи), император (307—311)
  - Северная Хань — Лю Юань, император (304—310)
  - Чэн — Ли Сюн, император (303—334)
- Корея (Период Трех государств):
  - Конфедерация Кая — Коджиль, ван (291—346)
  - Когурё — Мичхон, тхэван (300—331)
  - Пэкче — Пирю, король (304—344)
  - Силла — Кирим, исагым (298—310)
- Кушанское царство — Васудэва II, царь (290—310)
- Лахмиды (Хира) — Имру уль-Кайс I ибн Амр, царь (295—328)
- Паган — Ин Мин Пайк, король[англ.] (299—324)
- Персия (Сасаниды) — Ормизд II, шахиншах (302—309)
- Раджарата — Сиримегхаванна, король (304—332)
- Тоба — Тоба Илу, вождь (295—315)
- Тямпа — Фан Йи, князь (284—336)
- Химьяр — Ясир Йухан`им II, царь (300—310)
- Чера — Иламкадунго, царь (287—317)
- Япония — Одзин, император (270—310)

## Европа
- Боспорское царство:
  - Фофорс, царь (278 — 309)
  - Рескупорид VI, царь (303 — 342)
  - Радамсад, царь (308 — 323)
- Думнония — Динод ап Карадок, правитель (305 — 340)
- Ирландия — Фиаха Срайбтине, верховный король (285 — 322)
- Римская империя (Тетрархия):
  - Восток:
    - Галерий, римский император (Август) (305 — 311)
    - Максимин Даза, римский император (Август) (308 — 312)

  - Запад:
    - Лициний, римский император (Август) (308 — 312)
    - Константин Великий, римский император (Август) (308 — 337)
    - Максенций, император-узурпатор (306 — 312)
    - Максимиан, император-узурпатор (306 — 308)
    - Домиций Александр, император-узурпатор (в Африке) (308 — 311)

## Галерея

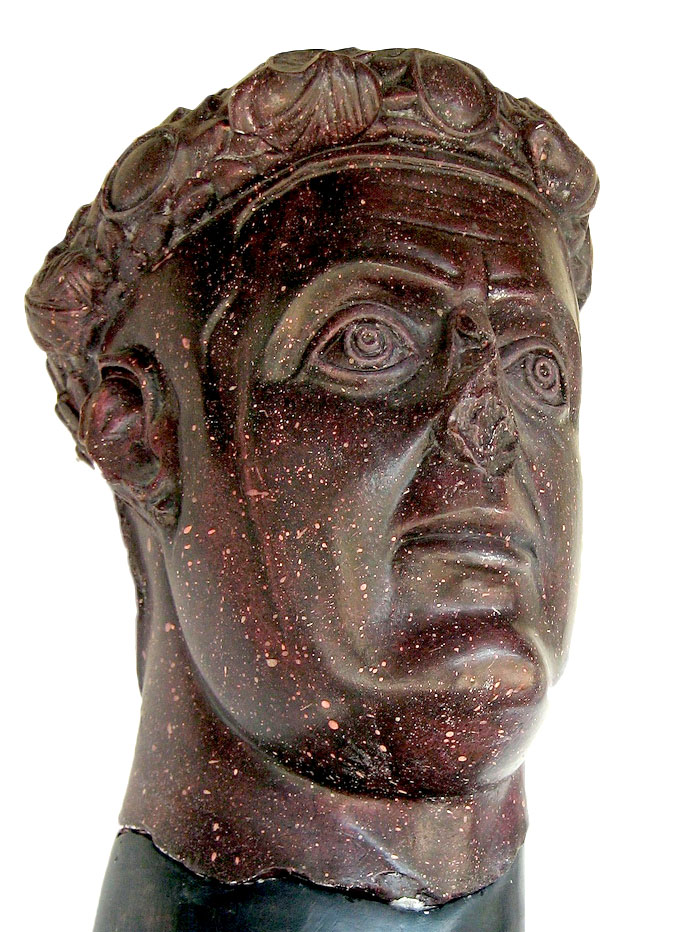
Галерий 305—311 Римский император (Восток)
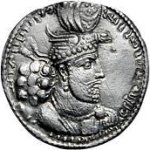
Ормизд II 302—309 Шахиншах Персии
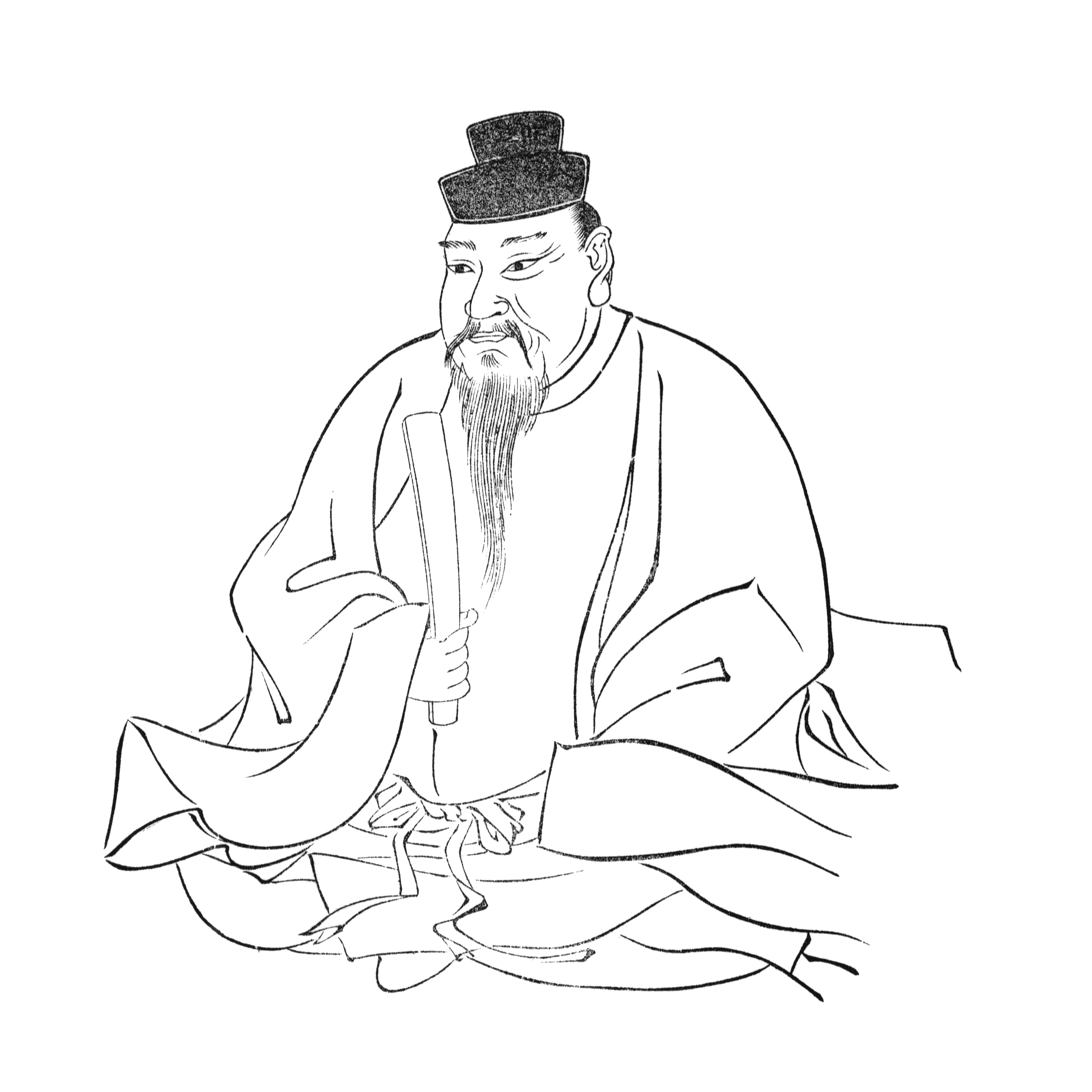
Одзин 270—310 Японский император
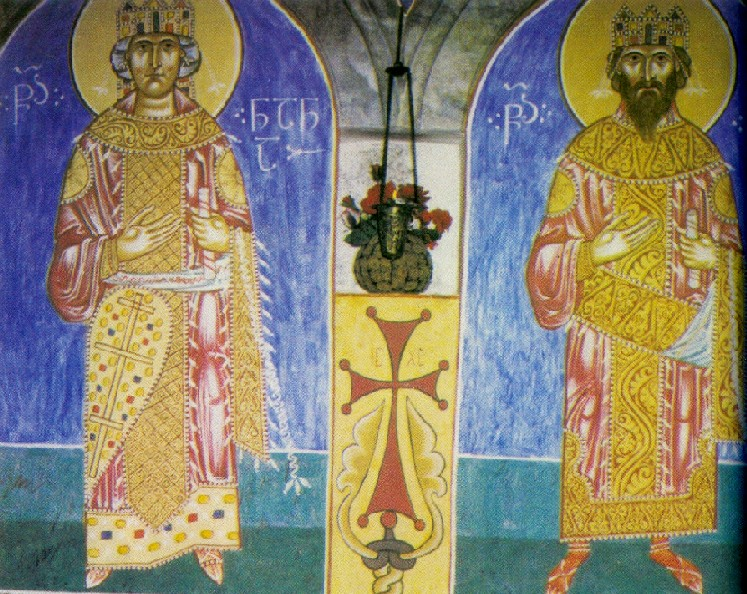
Мириан III 284—361 Царь Иберии